# John Bradley
John Bradley, né le 10 juillet 1923 à Antigo (Wisconsin) et mort le 11 janvier 1994 dans la même ville, est un soldat infirmier durant la Seconde Guerre mondiale. Il est mentionné comme l'un des six soldats sur la photographie Raising the Flag on Iwo Jima (prise le 23 février 1945), mais l'armée américaine a démenti cette information en 2016.

## Biographie
Il est le meilleur ami de Ralph Ignatowski, qui est capturé, torturé et assassiné par les Japonais lors de la même bataille le 4 mars 1945.
Il participe à la bataille d'Iwo Jima. Il est identifié sur la photographie Raising the Flag on Iwo Jima  (prise le 23 février 1945) de Joe Rosenthal comme l'un de six marines. Toutefois, après enquête, l'armée américaine reconnaît le 23 juin 2016 que John Bradley n'était pas sur la photo et qu'en réalité, le sixième homme était le marine Harold Schultz,,, mort en 1995. Cependant, les deux hommes ont tenu ensemble le premier drapeau verticalement, plus tôt dans la journée.
Son fils James Bradley est l'auteur du livre Mémoires de nos pères en 2000, adapté en film  par Clint Eastwood en 2006, sous le même titre : Mémoires de nos pères, dans lequel John Bradley est incarné par Ryan Phillippe.